# Лунгин, Семён Львович
Семён Льво́вич Лунги́н (12 января 1920, Серпухов, Московская губерния, РСФСР — 29 января 1996, Москва, Россия) — советский российский драматург и сценарист. Заслуженный деятель искусств РСФСР (1981).

## Биография
Родился 12 января 1920 года в Серпухове (ныне Московская область). Мать, Татьяна Павловна Галицкая-Лунгина, была врачом. Отец, Лев Осипович, по профессии архитектор, занимался облицовкой домов, изобрёл новую штукатурную смесь для искусственного камня, которая его прославила и обогатила. Отец любил больше старшего сына-военного.
В 1943 году Семён Лунгин окончил ГИТИС имени А. В. Луначарского, преподавал мастерство актёра в Московском театральном училище.
В 1949 году в ходе кампании по борьбе с космополитизмом уволен с должности режиссёра театра имени Станиславского — «по сокращению штатов», при этом получил предложение попробовать себя в качестве рабочего сцены. В этот период познакомился и подружился с писателем Виктором Некрасовым.
В 1954 году стал заниматься литературным творчеством. Совместно с Ильёй Нусиновым написал пьесу «Моя фирма», которая была поставлена Московским драматическим театром имени Станиславского и Ленинградским драматическим театром имени Комиссаржевской. В 1958 году Московским театром сатиры была поставлена вторая пьеса авторов — «Дым без огня».
В содружестве с Нусиновым возникли и киносценарии «Мичман Панин», «Тучи над Борском», «Без страха и упрёка», «Добро пожаловать, или Посторонним вход воспрещён» и другие. После безвременной кончины своего друга и соавтора в 1970 году помогал его семье материально.
В доме Лунгиных Александр Твардовский читал вслух «Один день Ивана Денисовича», Владимир Войнович впервые читал «Чонкина», пел Александр Галич, бывал Андрей Сахаров…
Член КПСС с 1955 года. Член СП СССР с 1962 года.
Преподавал во ВГИКе. C 1968 года совместно с И. И. Нусиновым, затем с Л. В. Голубкиной руководил сценарными мастерскими на Высших курсах сценаристов и режиссёров.
Скончался 29 января 1996 года. Похоронен в Москве на Новодевичьем кладбище (участок № 3, ряд № 43, место № 9).

## Признание и награды
- заслуженный деятель искусств РСФСР (1981).
- Государственная премия РСФСР имени Н. К. Крупской (1978) — за сценарий художественного фильма «Розыгрыш» (1976)[5].

## Семья
- жена — Лилианна Лунгина (Маркович) — российская литературная переводчица.
  - сыновья — Павел и Евгений Лунгины — российские сценаристы и кинорежиссёры.

## Сочинения

### Работы в театре
- «Моя фирма». В соавторстве с И. И. Нусиновым.
- «Гусиное перо». В соавторстве с И. И. Нусиновым.
- «Семья Бахметьевых». В соавторстве с И. И. Нусиновым.
- «История одного покушения». В соавторстве с И. И. Нусиновым.
- «Пеппи длинный чулок». В соавторстве с И. И. Нусиновым.

### Фильмография
- 1960 — Мичман Панин
- 1960 — Тучи над Борском
- 1962 — Без страха и упрёка
- 1963 — Зной
- 1964 — Добро пожаловать, или Посторонним вход воспрещён
- 1964 — Что такое теория относительности?
- 1966 — Самая послушная
- 1969 — В тринадцатом часу ночи
- 1970 — Внимание, черепаха!
- 1970 — Любовь к трём апельсинам (авторы интермедий совместно с Ильёй Нусиновым)
- 1971 — Жил певчий дрозд
- 1971 — Телеграмма
- 1972 — Без трёх минут ровно
- 1974 — Агония
- 1975 — Мальчик и лось
- 1975 — Я вспоминаю…
- 1976 — Розыгрыш
- 1977 — Юлия Вревская
- 1978 — Мальчишки
- 1978 — Догони ветер
- 1979 — Трое в лодке, не считая собаки
- 1980 — Я — актриса
- 1982 — Кафедра
- 1987 — Дом с привидениями
- 1991 — Слёзы и меч